# Jošio Furukava
Jošio Furukava (japonsko 古川 好男), japonski nogometaš, 5. julij 1934, Osaka, Japonska.
Za japonsko reprezentanco je odigral 19 uradnih tekem.